# Agulla nixa
Agulla nixa és una espècie de rafidiòpter que es pot trobar a zones boscoses de Texas i Mèxic. El seu nom comú és anglès és Texan snakefly (rafidiòpter texà). L'espècie fa entre 15 a 22 mm de longitud i s'alimenta d'insectes més petits. La femella introdueix els ous en escletxes d'escorça que també mengen les larves.